# Mithrénès
Mithrénès ou Mithranès (en arménien Միհրան ; en grec Mιθρένης ou Mιθρίνης) est gouverneur de Sardes en 334 puis satrape d'Arménie entre 331 et 317 av. J.-C.

## Origine
Mithranès ou Mithrénès est considéré comme par Cyrille Toumanoff comme le fils d'Orontès II. Pour Marie-Louise Chaumont et Giusto Traina, il s'agit par contre d'un Perse.

## Satrape
Mithrénès obtient en 344, année où son père putatif devient satrape d'Arménie, avec le titre de « phourarque » le gouvernement de Sardes, capitale de l'importante satrapie de Lydie qui avait déjà été confiée à l'un de ses ancêtres, Hyrdanès II.
Après la défaite des Perses lors de la bataille du Granique et la mort au combat de Spithridatès, satrape  de Lydie et d'Ionie, il abandonne le parti du roi Darius III. Accompagné des citoyens les plus notables de la cité, les « dynôtatoi », il rencontre Alexandre le Grand à l'extérieur des murs et lui livre sans combattre la citadelle et ses trésors. Cette contribution financière permet au conquérant de poursuivre son plan d'occupation de la côte de la Phénicie jusqu'à l'Égypte.
Le conquérant garde Mithrénès à ses côtés avec les honneurs attachés à son rang. En 331, lorsque Alexandre reprend l'offensive à la poursuite de Darius III qui se retirait vers l'est de son empire, il confie le gouvernement des régions septentrionales qu'il n'a pas pris le temps d'occuper à des Perses ralliés. C'est ainsi que Mithranès reçoit l'Arménie pendant que Satilbak/Abistaménès devient satrape de Cappadoce.
Le gouvernement de Mithrénès est assez court car, après la mort d'Alexandre, il doit faire face aux ambitions territoriales des diadoques. Au partage de 322, l'Arménie est octroyée à Néoptolème, mais celui-ci est tué dès 321 lors d'un combat singulier contre Eumène de Cardia. La même année, lors du second partage de l'empire d'Alexandre par les accords de Triparadisos, l'Arménie n'est plus concernée.
Mithrénès cesse de gouverner l'Arménie vers 317 car l'année suivante, son fils (?) Orontès III, se réclamant de l'amitié du général macédonien et satrape de Perse Peucestas, serait selon Diodore de Sicile imposé en Arménie.

## Postérité
Cyrille Toumanoff émet l'hypothèse que Mithrénès est le père de son successeur Orontès III.